# Amphipogon caricinus
Amphipogon caricinus là một loài thực vật có hoa trong họ Hòa thảo. Loài này được F.Muell. mô tả khoa học đầu tiên năm 1853.